# En concierto (álbum de Hermética)
En concierto, parte I & II, son dos álbumes en vivo de la banda argentina de thrash metal Hermética, publicados en 1995 por el sello discográfico DBN. 

## Detalles
Son generalmente considerados como un álbum doble, aunque las partes I y II constituyen en sí dos álbumes separados. 
Están compuestos por casi todas las canciones que la banda tocó en uno de sus últimos shows en el Estadio Obras Sanitarias. Claudio O'Connor, Antonio Romano y Claudio Strunz habían editado Lo último con algunas canciones del show, el cual se publicó también en 1995, pero con menos canciones que En concierto I & II, y con ediciones y retoques de estudio.

## Canciones
| Parte I |                            |                               |          |  |
| N.º     | Título                     | Escritor(es)                  | Duración |  |
| 1.      | «Cuando duerme la ciudad»  | Ricardo Iorio                 | 3:36     |  |
| 2.      | «Atravesando todo límite»  | Ricardo Iorio, Ana Mourín     | 3:43     |  |
| 3.      | «Vientos de poder»         | Antonio Romano, Ricardo Iorio | 3:29     |  |
| 4.      | «Del camionero»            | Ricardo Iorio                 | 4:10     |  |
| 5.      | «Vida impersonal»          | Ricardo Iorio                 | 3:21     |  |
| 6.      | «Del colimba»              | Ricardo Iorio                 | 4:05     |  |
| 7.      | «Víctimas del vaciamiento» | Ricardo Iorio, Antonio Romano | 3:17     |  |
| 8.      | «Cráneo candente»          | Ricardo Iorio, Antonio Romano | 4:17     |  |
| 9.      | «Evitando el ablande»      | Antonio Romano, Ricardo Iorio | 3:00     |  |
| 10.     | «Ayer deseo, hoy realidad» | Ricardo Iorio                 | 3:06     |  |
| 11.     | «Tú eres su seguridad»     | Ricardo Iorio                 | 5:23     |  |
| 41:27   |                            |                               |          |  |

| Parte II |                                           |                               |          |  |
| N.º      | Título                                    | Escritor(es)                  | Duración |  |
| 1.       | «Predicción»                              | Antonio Romano, Ricardo Iorio | 4:04     |  |
| 2.       | «Robó un auto»                            | Ricardo Iorio                 | 3:41     |  |
| 3.       | «Sepulcro civil»                          | Ricardo Iorio, Antonio Romano | 3:18     |  |
| 4.       | «La revancha de América»                  | Ricardo Iorio                 | 3:13     |  |
| 5.       | «Otro día para ser»                       | Ricardo Iorio, Antonio Romano | 3:10     |  |
| 6.       | «Gil trabajador»                          | Ricardo Iorio                 | 3:06     |  |
| 7.       | «Memoria de siglos»                       | Ricardo Iorio                 | 5:50     |  |
| 8.       | «Deja de robar»                           | Ricardo Iorio, Antonio Romano | 3:12     |  |
| 9.       | «Soy de la esquina»                       | Ricardo Iorio, Antonio Romano | 3:11     |  |
| 10.      | «Traición»                                | Ricardo Iorio, Antonio Romano | 3:19     |  |
| 11.      | «De los pagos del tiempo» (José Larralde) | José Larralde                 | 2:27     |  |
| 38:31    |                                           |                               |          |  |

## Créditos
- Claudio O'Connor - voz
- Antonio Romano - guitarra
- Ricardo Iorio - bajo, voz líder en «Del colimba», introducción en «Del camionero», «Vida impersonal» y «Otro día para ser»
- Claudio Strunz - batería